# 福島県道382号豊間四倉線

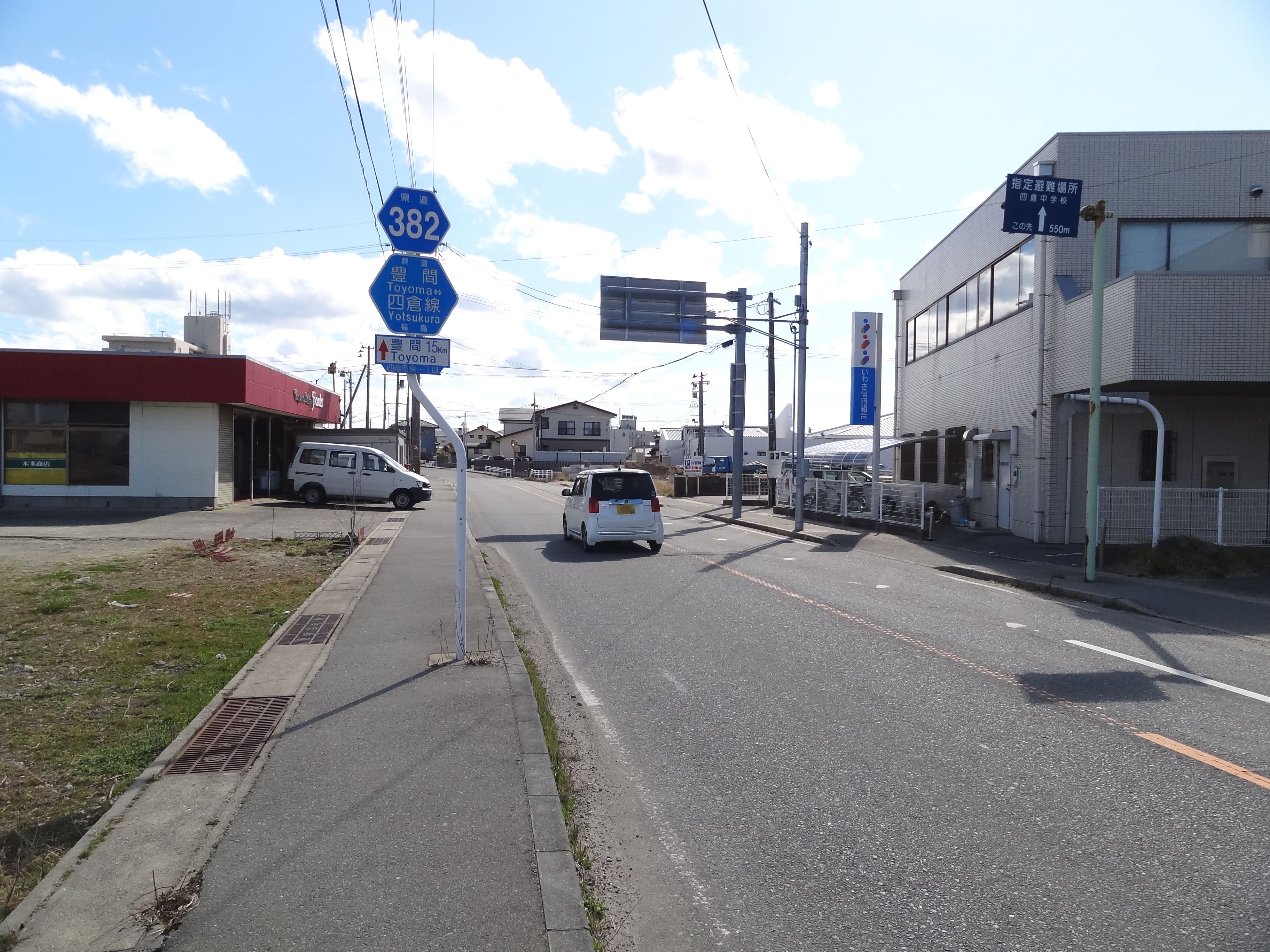
いわき市四倉町付近

福島県道382号豊間四倉線（ふくしまけんどう382ごう とよまよつくらせん）は、福島県いわき市平豊間から同市四倉町に至る一般県道である。

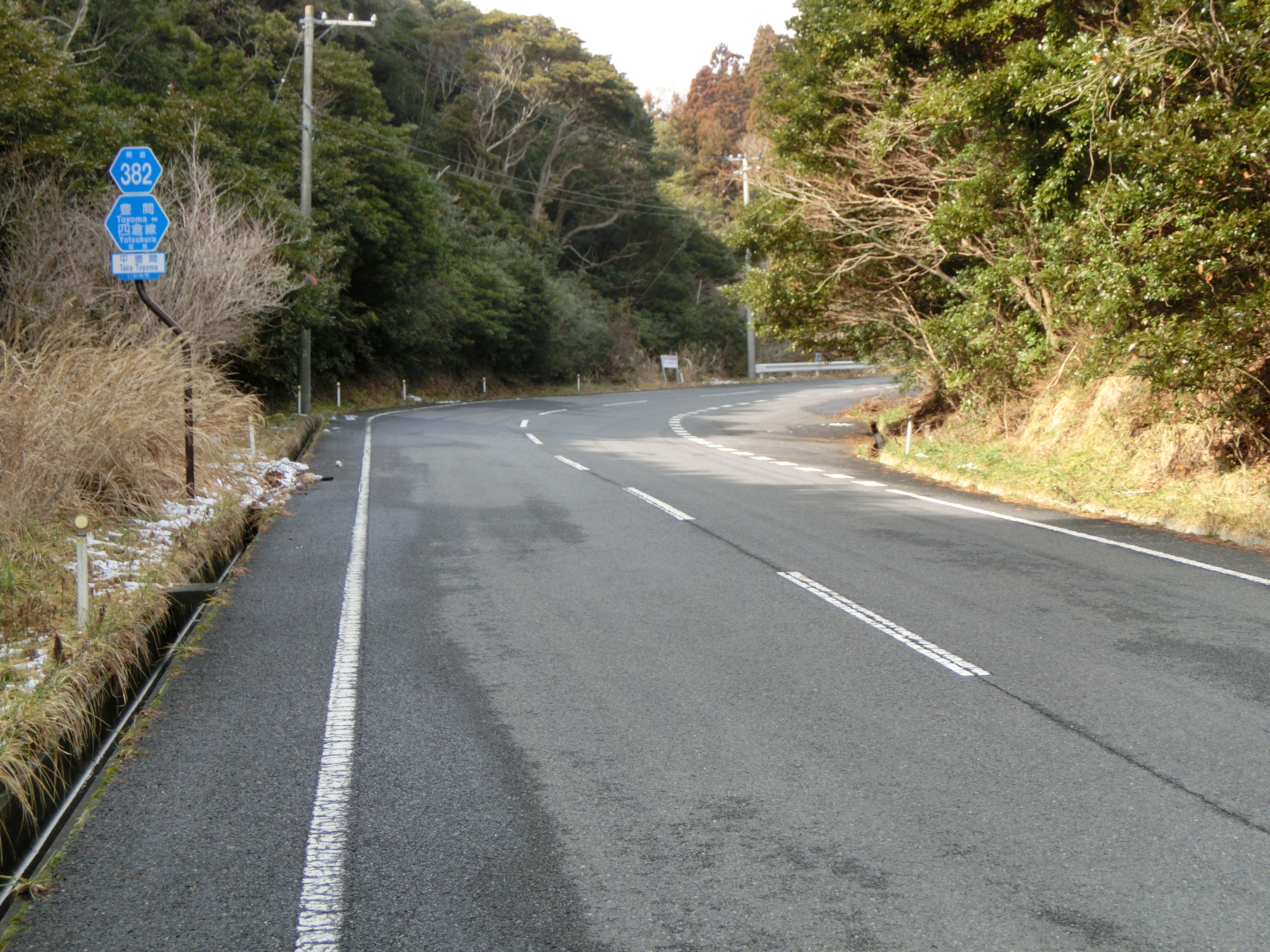
いわき市平豊間付近

## 概要
いわき市中部の海岸線を縦断する路線であり、各海水浴場や塩屋埼灯台などのいわき市内の海岸沿いの観光地を数珠繋ぎに結ぶ。起点から豊間海水浴場まで、及び平沼の内地内の集落内はセンターラインのない狭隘路線である。一方、塩屋埼灯台付近や新舞子ビーチ付近は観光地付近のため付近施設とともに整備されており、後者は舞子の松林を通り抜ける風光明媚な直線路である。2011年3月11日の東北地方太平洋沖地震による津波で当路線、特に平豊間や平薄磯において海水浴場の護岸に沿う部分は、周囲の集落ごと道路が破壊され通行どころか立ち入りが不可能な状態になった。その後、大規模な防潮堤の整備や住宅地の移転、地域の土地区画整備事業とともに新たな道路の付け替えが順次行われている。

### 路線データ
- 起点：福島県いわき市平豊間字兎渡路361-3（福島県道15号小名浜四倉線交点）
- 終点：福島県いわき市四倉町東2丁目（国道6号交点 = 四倉舞子浜入口交差点）
- 総延長：15.355 km[1]
  - 未供用延長：0.290 km[1]
  - 実延長：15.065 km[1]
- 路線認定年月日：1990年7月3日[2]

### 新道・バイパス
豊間工区
- 起点：いわき市平豊間字兎渡路163
- 終点：いわき市平豊間字船附
- 延長：1.7 km
- 幅員：6.0 m (14.0 m)

東日本大震災の津波で大きな被害を受けた豊間地区の復興事業として2012年度より事業着手され、2018年3月22日に開通した。新たに作られた巨大な防潮堤や防災緑地に沿い、従来狭隘であった区間は大きく拡幅されている。現道は起点付近の150 mほどを残し2018年3月20日付でいわき市道に移管された。
塩屋崎工区
- 起点：いわき市平豊間字塩屋町
- 終点：いわき市平薄磯字宿崎
- 延長：0.9km
- 幅員：6.0 m (11.5 m)

豊間地区と薄磯地区の連絡強化のため、塩屋崎灯台周辺の狭隘、屈曲区間の改良が行われ、2021年8月10日に供用が開始された。起点側455mは現道拡幅、終点側445mはバイパス道路化が行われた。旧道となった928mの区間は2022年3月25日に県道指定を外された。
薄磯工区
- 起点：いわき市平薄磯字宿崎
- 終点：いわき市平薄磯字北ノ作
- 延長：1.3 km
- 幅員：6.0 m (14.0 m)

東日本大震災の津波で大きな被害を受けた薄磯地区の復興事業として2013年度より事業着手され、2017年3月31日に開通した。新たに作られた防災緑地に沿い、従来狭隘であった区間は大きく拡幅されている。
沼ノ内工区
- 起点：いわき市平薄磯字北ノ作
- 終点：いわき市平沼ノ内字浜街
- 延長：1.2 km
- 幅員：6.0 m (14.0 m)

東日本大震災の津波で大きな被害を受けた沼ノ内地区の復興事業として2012年度より事業着手され、2018年3月22日に開通した。新たに作られた巨大な防潮堤に沿い、丘陵部をトンネルで抜けることで従来狭隘であった区間は大きく拡幅されている。現道は2018年3月20日付でいわき市道に移管された。

### 道路施設
浜街橋
平沼ノ内字浜街に位置し、二級水系弁天川を渡る。
下滑津橋
平下高久字下原、から字北谷地、字南谷地に至り二級水系滑津川を渡る。
横手橋
- 全長：30.1m
- 幅員：8.2m
- 竣工：1961年[8]

平下大越字南横手に位置し、二級水系夏井川水系藤間川を渡る。
磐城舞子橋（夏井川）
東舞子橋
- 全長：113.6 m
- 幅員：6.0 m (14.0 m)
- 形式：2径間PCラーメン箱桁橋[9]
- 竣工：2019年1月19日[10]

四倉町下仁井田字須賀向から四倉町上仁井田字東山に至り、二級水系夏井川水系仁井田川を渡る。すぐ上流側で支流の横川の合流しすぐ下流が河口部である。南詰は東日本大震災により甚大な被害を受けた四倉町下仁井田の海岸堤防かさ上げ工事に伴い、当橋梁の架替を含む全長938 mの区間の改良工事が東舞子橋工区として2015年度に着工され、2019年1月19日に開通式が行われた。中間地点の橋脚から両側に張り出しながら建設されるカンチレバー工法で建設された。

## 地理

### 通過する自治体
- 福島県
  - いわき市

### 交差する道路
- 福島県道15号小名浜四倉線
- 国道6号・福島県道363号八茎四倉線（重複）

### 沿線
- 国立病院機構いわき病院
- 合磯海水浴場
- 豊間海水浴場
- 塩屋崎灯台
- 薄磯海水浴場
- 沼の内弁財天
- 新舞子ビーチ
- 四倉海水浴場